# 1460
Cette page concerne l'année 1460  du calendrier julien. Pour l'année 1460 av. J.-C., voir 1460 av. J.-C.
L'année 1460 est une année bissextile qui commence un mardi.

## Événements
- 14 janvier : à Mantoue, Pie II publie des bulles de croisade pour soutenir la résistance hongroise et albanaise à la poussée turque[1]. La croisade des pauvres gens se met en place à Ancône mais ne s’embarque pas.
- 18 janvier : Bulle Execrabilis qui décrète que quiconque provoque ou souscrit un appel au concile contre le pape encourt la peine d’excommunication majeure[1].
- Février, mouvement séparatiste anglo-irlandais : le Parlement d'Irlande, réuni à Drogheda, vote une résolution déclarant que l’Irlande doit s’administrer elle-même[2].
- 4 mars : le Sheykh Safavieh Djunayd est battu et tué par le shah du Shirvan près de Tabarsaran (Azerbaïdjan)[3]. Son fils Haydar lui succède (fin en 1488). Il épouse la fille de Uzun Hasan, mère d'Ismail, fondateur de la dynastie des Séfévides.
- 5 mars : traité de Ribe (allemand Ripen). Le Schleswig-Holstein se range sous le pouvoir du roi du Danemark qui en garantit l'unité. Christian Ier de Danemark devient duc de Sönderjylland (Slesvig du Sud) et comte de Holstein[4].
- 4 avril :
  - Inauguration de l'université de Bâle[5].
  - Sienne : Le pape Pie II signe la bulle de fondation de l'université de Nantes[6].
- 26 avril[7] : L'Université Albertina de Fribourg-en-Brisgau — fondée en 1457 par l’archiduc Albert VI d'Autriche — accueille ses premiers étudiants dans les quatre facultés classiques pour l’époque médiévale : théologie, droit, médecine et philosophie. Il y a 215 inscriptions la première année.
- Avril : Dan III Danicul, prétendant au trône de Valachie soutenu par Mathias Corvin, marche de Brașov, en Transylvanie, sur la Valachie mais est défait et décapité par Vlad l’Empaleur (la nouvelle est connue à Bude le 22 avril). Ses partisans sont empalés. Vlad mène ensuite une campagne punitive contre les Saxons de Braşov qui ont soutenu Dan III, puis il conclut une trêve avec les ambassadeurs du roi Mathias[8].
- 1er mai : le portugais Diogo Gomes et le Génois António Noli découvrent Maio et les îles de Sotavento dans l'archipel du Cap-Vert[9].
- 29 mai : Mistra passe aux mains des Ottomans[10]. Mehmet II prend la Morée septentrionale et la Béotie aux Francs (1460-1461).
- 7 juillet : Ferrante, investi du royaume de Naples par le pape, est battu par les Angevins de Jean de Calabre à la bataille du fleuve Sarno[11].
- 10 juillet, Angleterre : Warwick défait les troupes royalistes d'Henri VI à la bataille de Northampton[12].
- 27 juillet : le duc d'Urbin, qui conduit l'armée de Ferrante, est battu à San Fabiano dans les Abruzzes par Jacques Piccinino, général en chef de l'armée angevine[13].
- Juillet : Vlad l’Empaleur se retourne contre les Valaques d’Almaş et les fait massacrer (24 août). La paix est signée avec le roi de Hongrie le 6 septembre[8].
- 3 août : Jacques II d'Écosse est tué accidentellement au siège de Roxburgh. Début du règne de James III (Jacques III), roi d'Écosse, né en 1452 (fin en 1488)[14].
- Septembre : armistice entre Mathias Corvin et Frédéric III (fin en février 1461)[8].
- Automne, Japon : une terrible famine décime la population rurale de la région de Kyôto et du lac Biwa (fin en 1461)[15]. Les affamés se retournent contre les usuriers et les seigneurs, puis font appel à l’arbitrage du shogun. Ce dernier penche pour les villageois.
- 24 octobre : Acte d'Accord ; le roi Henri VI d'Angleterre, capturé par Richard d'York à la bataille de Northampton, reconnaît son adversaire, et ses fils après lui, comme ses successeurs sur le trône d'Angleterre. Le prince Édouard de Westminster est écarté de la succession[16].

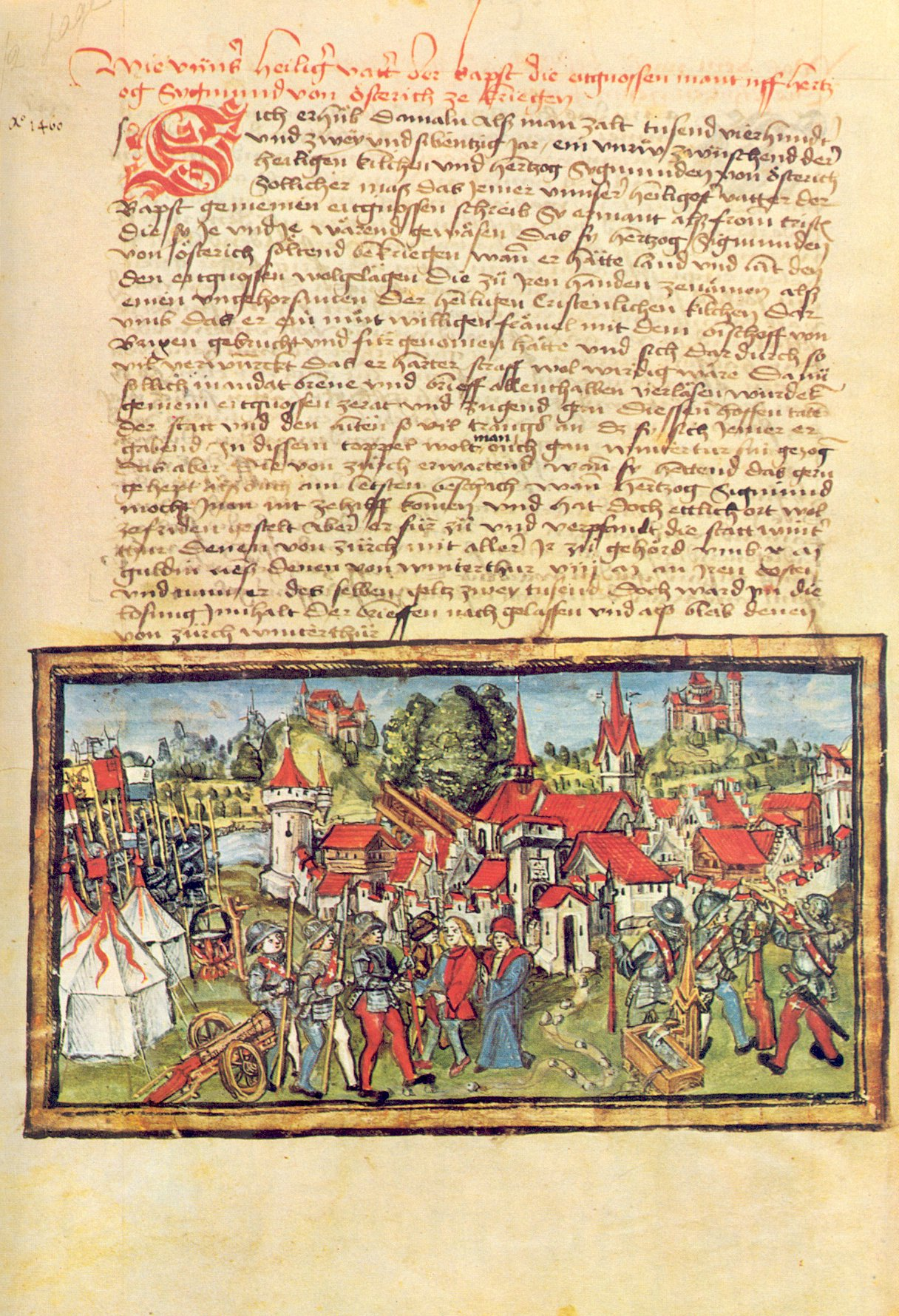
Guerre de Thurgovie : les Suisses assiègent et prennent aux Habsbourg la ville de Diessenhofen

- 27 octobre, guerre de Thurgovie : capitulation de Diessenhofen assiégée par les confédérés suisses ; une trêve est signée entre les confédérés et les Habsbourg le 10 décembre[17].
- 26 novembre : mention dans une lettre de la capture du voïévode de Transylvanie, Mihály Szilágyi, oncle de Mathias Corvin, par les Turcs. Il est pendu à Constantinople[18].

- 2 décembre : le prince Charles de Viane, rentré de Sicile à Barcelone le 28 mars[19] pour se réconcilier avec son père Jean II d'Aragon, est fait prisonnier par celui-ci avec sa sœur Blanche à Lérida, ce qui provoque le soulèvement des Catalans et des Aragonais. Charles, libéré, meurt empoisonné le 23 septembre 1461[20].
- 30 décembre : victoire des Lancastre à la bataille de Wakefield. Richard d'York est tué[12].
- À Rome, un disciple d'Étienne Porcari, Tiburce di Maso, se fait pendre par le pape pour avoir voulu suivre l’exemple de son maître[21].
- Russie : début du règne d'Ahmad Khan sur la Horde d'or (fin en 1481)[22].

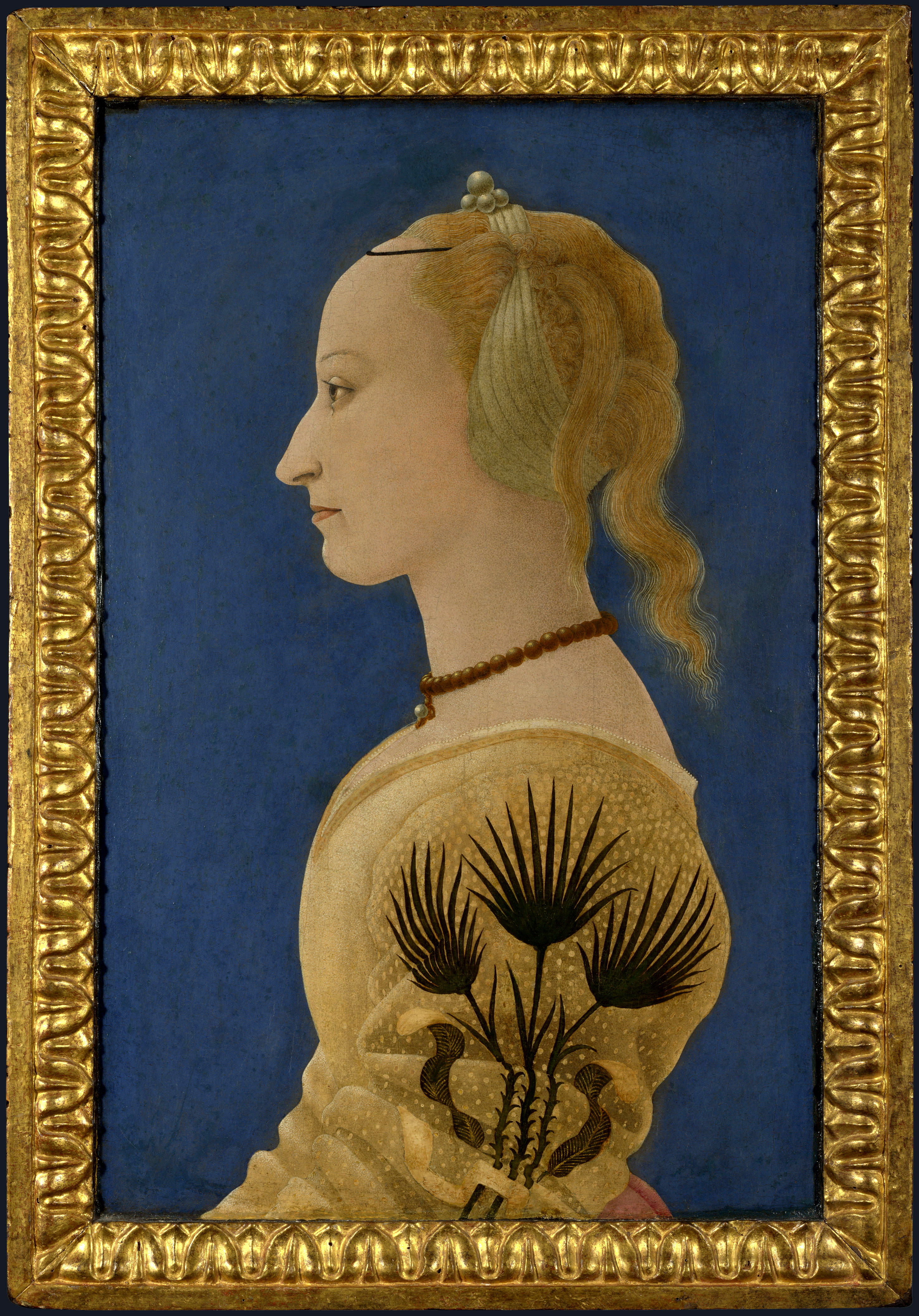
Portrait d'une dame en jaune d’Alesso Baldovinetti

## Naissances en 1460
- Date précise inconnue :
- Ulrich Apt, peintre allemand († 11 mars 1532).
- Georges d'Amboise, cardinal français, archevêque de Rouen († 25 mai 1510).
- Cristoforo Caselli, peintre italien († 25 juin 1521).
- Lorenzo Costa, peintre italien († 9 mars 1535).
- Filippo di Antonio Filippelli, peintre italien († 1506).
- Bernardino Fungai, peintre italien de l'école siennoise († 1516).
- Filippo Mazzola, peintre italien († 1505).
- Roberto da Montevarchi, peintre italien († 1522).
- Marco Palmezzano, peintre et architecte italien († 1539).
- Andrea Solari, peintre italien († 1524).
- Vasco de Gama, navigateur portugais[23]. († 24 décembre 1524).

- Vers 1460 :
- Alessandro Araldi, peintre italien († vers 1529).
- Pellegrino Aretusi, peintre italien († 20 novembre 1523).
- Baldassarre Carrari le Jeune, peintre italien († 1516).
- Wilm Dedeke, peintre allemand († 1528).
- Hans Holbein l'Ancien, peintre allemand († 1524).
- Bernardino Lanzani, peintre italien († vers 1530).
- Giannicola di Paolo, peintre italien († 27 octobre 1544).
- Domenico Panetti, peintre italien († vers 1530).
- Fernando del Rincón, peintre espagnol († ?).
- Benedetto Rusconi,  peintre vénitien († 9 février 1525).
- Francisco de la Torre, compositeur espagnol († 1504).

- 1460 ou 1461 :
- Wen Zhengming, calligraphe, peintre et poète chinois († 1526 ou 1527).

## Décès en 1460
- 10 avril : Antoine Neyrot, religieux catholique italien, membre de l'ordre des Dominicains, martyrisé à Tunis. (° v. 1425)
- 3 août : Jacques II d'Écosse, roi d'Écosse de 1437 à 1460. (° 16 octobre 1430).
- 20 septembre : Gilles Binchois, musicien à la cour de Bourgogne (né en 1400).
- 13 novembre : Henri le Navigateur[9], troisième fils du roi Jean Ier de Portugal, initiateur des grandes explorations portugaises. (° 4 mars 1394).
- 14 décembre : Guarino Veronese, professeur (né à Vérone en 1374). Il a séjourné à Byzance de 1403 à 1408, à Florence comme professeur de Grec (1413-1414), à Bologne, à Venise, à Vérone (1419-1429) puis à Ferrare où il ouvre une école privée avant de devenir le précepteur de Lionel d'Este, puis lecteur au centre d’étude.

- Fra Mauro, cartographe de Murano[24].